# Atractus roulei
Atractus roulei là một loài rắn trong họ Colubridae. Loài này được Despax mô tả khoa học đầu tiên năm 1910.